# Jesus.de

Ehemaliges Logo

Jesus.de (nach Jesus Christus) ist ein christliches Internetportal. Es gilt als größte christliche Online-Community in Deutschland.

## Anbieter
Das Portal Jesus.de wird im Auftrag der gemeinnützigen kirchlichen Stiftung Christliche Medien vom SCM Bundes-Verlag betrieben.

## Angebot
Zielgruppe von Jesus.de sind Christen und am christlichen Glauben interessierte Menschen, wobei mit einem ökumenisch ausgerichteten Profil bewusst auf eine kirchliche Festlegung verzichtet wird. Der Schwerpunkt des Angebots liegt in der Vermittlung christlicher Nachrichten in Form eines redaktionell betreuten Portals, eines täglichen und eines wöchentlichen Newsletters sowie RSS-Feeds. In Ergänzung gibt es ein Social Network, eine Jobbörse und einen Reisemarkt.

## Entstehung und Entwicklung
Jesus.de wurde 1996 als Suchmaschine und Webkatalog für Internetseiten mit christlichen Inhalten gegründet. Gründer und Leiter war der Journalist Rolf Krüger. 2017 löste ihn der Journalist Daniel Wildraut in der Leitung ab. Im Jahr 2000 hatte die Internetseite 56.000 Aufrufe monatlich, wobei die Datenbank für Predigten und Interpretationen von Bibelstellen am häufigsten genutzt wurde. Das Portal war bereits 2003 die größte deutsche christliche Online-Community mit damals fast 50.000 Mitgliedern. Heute hat Jesus.de nach eigenen Angaben etwa 120.000 registrierte Nutzer, die seine Angebote nutzen. Selbst unter der Annahme, dass unter den angemeldeten Nutzern ein gewisser Prozentsatz „Karteileichen“ sind, macht diese Mitgliederzahl Jesus.de zur „mit Abstand […] größten christlichen Community in Deutschland“.

## Medienübergreifende Zusammenarbeit
2004 gaben Sven Hary und Rolf Krüger in Zusammenarbeit mit Jesus.de das Buch Jesus.de – das Web-Adressbuch heraus, das ausgewählte christliche Internetangebote differenziert bewertete. Die einzelnen Einträge waren mit einem Kennungssystem versehen. Lesern wurde in dem Buch nicht die zu dem Zeitpunkt gültige Internetadresse der besprochenen Websites angeboten, sondern ein auf dem Kennungssystem basierender Link auf Jesus.de. Diese Links wurden redaktionell aktuell gehalten, um so sicherzustellen, dass die Internetangebote auch erreichbar bleiben, wenn sich die Internetadresse ändert.